# 聖貞德小學
聖貞德學校（1955年－2002年），是位於香港東區一所已停辦的男女子私立小學，由聖貞德會於1955年創立及管理；其後於1970年轉由天主教香港教區管理。學校在創校初期以半日制模式辦學，直到2001年9月1日轉為全日制。最後一任校長為黃群英女士，校監為麥景鴻神父。
學校停辦前為聖貞德中學的一條龍學校。
其校舍當時與北角聖猶達堂相鄰。天主教香港教區在聖貞德小學停辦後將校舍改辦天主教聖猶達幼稚園。然而天主教聖猶達幼稚園已在2012年易名為「高主教書院幼稚園部」。

## 歷史
聖貞德學校於1955年由聖貞德會創辦，學校創辦時在羅便臣道8號校舍辦學，設有幼稚園、小學及中學部。
其後，因原址清拆重建，幼稚園及小學部於1984年搬遷到北角清華街19號校舍（前聖猶達小學校舍）繼續辦學，直至2002年停辦為止。
因教區於2001年決定整併屬下部分私立小學，加上此校與聖貞德中學結龍失敗。因此，此校被著令於翌年停辦，所有未畢業學生由同系柴灣天主教海星小學及天主教明德學校接收。

## 班級編制
學校自創校以來只招收男生，直到2001年轉為全日制時才招收女生。另外根據家庭與學校合作事宜委員會開設的《小學概覽2001/02》網站記載，學校停辦前的2000－2001學年度有小一至小五各2班，小六4班。

## 開設科目
中文、英文、數學、常識、電腦、宗教、美勞、音樂、體育

## 校舍
學校禮堂及各個課室均裝有冷氣設備，環境舒適。為提高教學質素，每個課室均設有電視機、錄影機、圖書櫃等。另外，學校完成了校舍改善工程，除原有的二十四個標準課室外，更增添了多個特別室，包括閱覽室、電腦室、會議室、學生輔導室及職員室等。

## 方針及目標
以天主愛人的精神發展全人教育；並效法聖女貞德的芳表，建立淳樸校園，替社會培訓良好的公民。
學校為一所天主教英文小學，採用靈活的教學方法，使兒童得到全面的發展，培養他們愛護關懷別人，關心社會，有足夠的智慧及良好的品德去接受生活上的挑戰。

## 歷任校長

### 上午校
- 蕭蕙蓮女士[1]（1955－1966）
- 林婉瑩女士（19？－1997）
- 黃群英女士[4]（1997－2001）

### 下午校
- 羅仲芳女士[1]（195？－196？）
- 黃群英女士[4]（1997－2001）

### 全日
- 黃群英女士[3]（2001－2002）

## 歷任校監
- 蕭蕙蓮女士[1]（1955－1966）
- 譚惠珍博士（1966－1969）
- Mrs. Winnie Tan（1969－1970）
- 祁良神父（Rev. Fr. Joseph Carra, P.I.M.E.，1970－1982）
- 余福綿神父（1982－1984）
- 尹雅白神父（1984－1994）
- 麥景鴻神父[4][3]（1994－2002）

## 外部連結
- 聖貞德小學校網（互聯網檔案館）
- 小學概覽2001/02 - 聖貞德小學（互聯網檔案館）
- 聖貞德小學2001-2002學年度6A班班網 （页面存档备份，存于）